# Транспортный буй

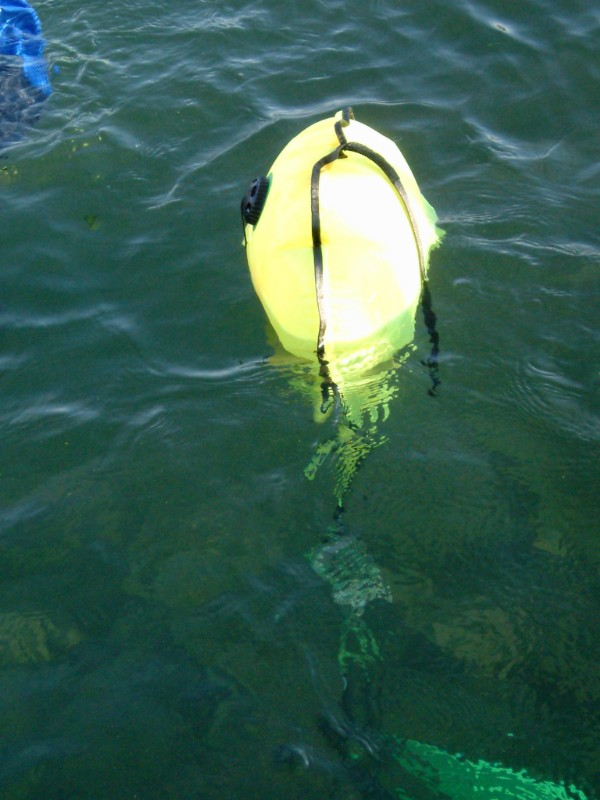
Транспортный буй объёмом 20 литров.

Транспортный буй (лифт-бэг, парашют) — устройство, состоящее из баллона со сжатым газом и надувного шара, служащее для подъёма с глубины тяжёлых предметов. Обычно обслуживается двумя пловцами: первый пловец осуществляет буксирование буя, второй регулирует плавучесть поплавка. Возможны и иные способы подъёма транспортного буя.
Объём буя обычно определяется подъемной способностью, например, буй объёмом 100 литров способен поднять с глубины 100 кг груза. Выпускаемые буи имеют максимальную грузоподъемность до 90 килограммов.
Фридайверы используют устройства подобной конструкции для возвращения на поверхность после достижения максимального уровня погружения. Также в дайвинге используются другие виды буев — маркерные и декомпрессионные.